# Wielopolski Hrabia
Wielopolski Hrabia – polski herb hrabiowski, odmiana herbu Starykoń nadany wraz z tytułem w Galicji.

## Opis herbu
Opis stworzony zgodnie z klasycznymi zasadami blazonowania:
W polu czerwonym na murawie zielonej koń srebrny kroczący z popręgiem czarnym. Na tarczy korona hrabiowska, nad którą hełm w koronie z klejnotem: topór wbity. Labry:czerwone podbite srebrem.

## Najwcześniejsze wzmianki
Pierwszy tytuł hrabiowski SRI (graf von) otrzymał Jan Wielopolski (1630–1688) 29 listopada 1656 roku. Następnie na podstawie pochodzenia w prostej linii od Jana, tytuł potwierdzono 22 lipca 1788 (dyplom z 22 listopada 1788) Ignacemu Wielopolskiemu i następnie jego wnukowi, Aleksandrowi, synowi Józefa 12 listopada 1879 wraz z prawem do tytułu margrabiego (zob. herb Gonzaga-Myszkowski-Wielopolski) dla każdego kolejnego posiadacza ordynacji myszkowskiej.

## Herbowni
Jedna rodzina herbownych:
graf von Pieskowa Skała Wielopolski.